# Al-Hakam II
Pour des articles plus généraux, voir Al-Andalus et Histoire d'al-Andalus.
Pour les articles homonymes, voir Al-Hakam.
 (avril 2010).
Si vous disposez d'ouvrages ou d'articles de référence ou si vous connaissez des sites web de qualité traitant du thème abordé ici, merci de compléter l'article en donnant les références utiles à sa vérifiabilité et en les liant à la section « Notes et références ».
Abû al-`Âs al-Mustansir bi-llah al-Hakam Ibn Abd ar-Rahman (arabe : أبو العاص المستنصر بالله الحكم بن عبد الرحمن), connu  sous le nom d'Al-Hakam II (en espagnol : Alhakén II), né le 13 janvier 915 à Cordoue et mort le 1er octobre 976 dans la même ville, est le fils d'Abd al-Rahman III. Deuxième calife omeyyade de Cordoue, son règne coïncide avec l'apogée artistique et culturel d'Al-Andalus.

## Jeunesse et accès au trône
Il succède à son père Abd al-Rahman III à l'âge de quarante-six ans et neuf mois, en poursuivant la politique de consolidation de la paix et de la prospérité d'Al-Andalus. Non seulement il va maintenir le califat à l'apogée auquel il est arrivé sous le règne de son père, mais avec lui, il atteint sa splendeur maximale. Al-Hakam n'a que huit ans lorsque son père le désigne comme successeur. Son éducation est soignée, il participe activement au gouvernement et aux campagnes militaires accompagnant le calife en toutes sortes d’occasions. Après la mort de son père, il accède au trône et adopte le titre d'al-Mustansir bi-llah (« celui qui cherche l'aide victorieuse de Dieu ») et en dépit de son union avec Radhia, il n'a pas alors de fils. En arrivant au trône, il devient alors nécessaire d’avoir une descendance. Une esclave d’origine basque appelée Subh (ou Zohbeya ou Aurora, et à qui il donnera plus tard le nom masculin de Chafar), devenue sa concubine, lui donne des fils dont l'aîné meurt en 970.

## Politique extérieure et campagnes militaires
Contrairement à son père, Al-Hakam II s'appuie sur deux personnages de la cour que sont le général Ghâlib, d'origine slave, et le hagîb Al-Mushafî, qui avec Subh exerce une grande influence sur le califat.

### Le Maghreb
Dans le Maghreb, la politique d'Al-Hakam II est marquée par la tentative de freiner l'expansion du califat des Fatimides. La conquête de l'Égypte  par le général fatimide Jawhar al-Siqilli en 969, et le transfert qui s'ensuit de leur capitale au Maghreb à la nouvelle cité du Caire, incitent Al-Hakam II à récupérer sa zone d'influence dans le Maghreb. Il doit cependant faire face aux derniers représentants de la dynastie idrisside. En 974, il obtient la soumission de l'émir Al-Hasan ben Kannun, grâce aux troupes commandés par le général Ghâlib, auquel il donne une liberté totale, tant pour soudoyer que pour combattre ses ennemis. Tant et si bien qu'il vainc sans combattre, mais en dépensant tant et d'une manière si peu contrôlable que le calife envoie son intendant Muhammad Ibn Abi Amir, le futur Almanzor, pour surveiller les comptes. C'est alors la première expérience militaire de ce dernier.

### Les royaumes chrétiens
Les premières mesures prises dès son accession au trône sont de réclamer au royaume chrétien de León les dix forteresses que son roi, Sanche Ier, avait promises à son père Abd al-Rahman III contre son appui dans le conflit dynastique qui l’opposait à Ordoño IV et qui lui a permis de récupérer le trône. Ordoño, l'ancien souverain chassé par Abd Al-Rahman III, décide dès lors de demander l'aide des califes ommeyyades. Il fait part de ses projets au général Ghâlib, gouverneur de Medinaceli, et désire être reçu à Cordoue. Al-Hakam II, heureux d'avoir un prétendant sous la main, accepte rapidement. Sur la route, Ordoño n'hésite pas à montrer toute sa bonne volonté ; il prie sur la tombe d'Abd Al-Rahman III, flatte les soldats puis passe deux jours dans un palais avant d'être reçu par Al-Hakam II dans son palais de Medinat Al Zahra. Durant la cérémonie, Ordoño expose ses désirs :

« Naguère, mon cousin Sanche est venu demander du secours contre moi au feu calife. Il a obtenu sa demande ; il a été secouru comme on ne l'est que par les plus grands souverains de l'univers. Moi aussi, je viens demander du secours, mais il y a toutefois entre mon cousin et moi une grande différence. S'il est venu ici, c'est qu'il y a été contraint par la nécessité ; ses sujets blâmaient sa conduite et le haïssaient ; ils m'avaient élu à sa place sans que j'eusse ambitionné cet honneur, Dieu m'en est témoin ! Je l'avais détrôné et chassé du royaume.
À force de supplications, il a obtenu du feu calife une armée qui l'a rétabli ; mais il n'a pas su se montrer reconnaissant pour ce service ; il n'a rempli ni envers son bienfaiteur, ni envers vous, ô Commandeur des croyants, mon seigneur, ce à quoi il s'était obligé. Moi au contraire, j'ai quitté mon royaume de mon plein gré, et je suis venu auprès du Commandeur des croyants pour mettre à sa disposition ma personne, mes hommes et mes forteresses. J'avais donc raison de dire qu'entre mon cousin et moi il y a une grande différence, et j'ose ajouter que j'ai fait preuve de bien plus de confiance et de générosité. »

Le calife l'assure de tout son soutien et, accompagné du général Ibn Tomlos, Ordoño retourne dans son palais après une majestueuse cérémonie. Peu de temps après, Ordoño signe le traité selon lequel, en échange de l'aide du calife, il s'engagerait à ne jamais faire la guerre contre celui-ci et à ne jamais s'allier avec Ferdinand Gonzalez. Al-Hakam lui envoie aussi comme conseiller Walid et un corps d'armée commandé par le général Ghâlib.
Les préparatifs de cette guerre inquiètent grandement Sanche, qui sait bien que sa place de roi est mal installée et dont la situation s'avère très précaire. La Galice refuse de le reconnaître, et il sait pertinemment que si Ordoño revenait, il aurait l'appui du peuple. Très rapidement, Sanche envoie à Cordoue des émissaires dire au calife qu'il est disposé à respecter le traité qu'il avait conclu avec son prédécesseur. Mais dès la mort d'Ordoño, Sanche revient de nouveau sur ses engagements.
Furieux, Al-Hakam déclare la guerre contre les royaumes chrétiens et en 963 attaque la Castille et prend San Esteban de Gormaz, alors qu'au même moment Ghâlib remporte la bataille d'Atienza. Yahyâ ibn Mohammed Todjîbî, le gouverneur de Saragosse, reprend la ville de Calahorra qu'Al-Hakam fait entourer de fortifications. La guerre victorieuse que mène Al-Hakam oblige finalement ses ennemis à demander la paix dès 966. Cette paix conclue avec presque tous ses voisins est durable, d'autant plus que peu de temps après les royaumes chrétiens entrent en guerre civile.

### Les invasions normandes
Al-Hakam doit aussi affronter l'offensive maritime des Danois qui, sous le commandement d’un certain Gundurendo, parcourent les ports de l'Europe en semant la terreur : ils attaquent Lisbonne durant l'année 966, mais ils sont mis en échec face à Silves par la flotte que le calife a envoyée depuis Séville sous le commandement de l’amiral Ibn au Rumahis. Al-Hakam II ordonne la construction à Almeria d’une flotte au style nordique avec l'intention d'entamer le combat en haute mer, sans attendre d'être près de la côte ou sur la terre ferme. Durant l'année 971, les vikings lancent une nouvelle incursion à Séville en remontant le Guadalquivir. Al-Hakam II envoie alors sa flotte d'Alméria en renfort de celle de Séville, en enfermant par conséquent les bateaux vikings dans le Guadalquivir, où ils sont totalement anéantis.

### Œuvres publiques

#### Grande mosquée de Cordoue

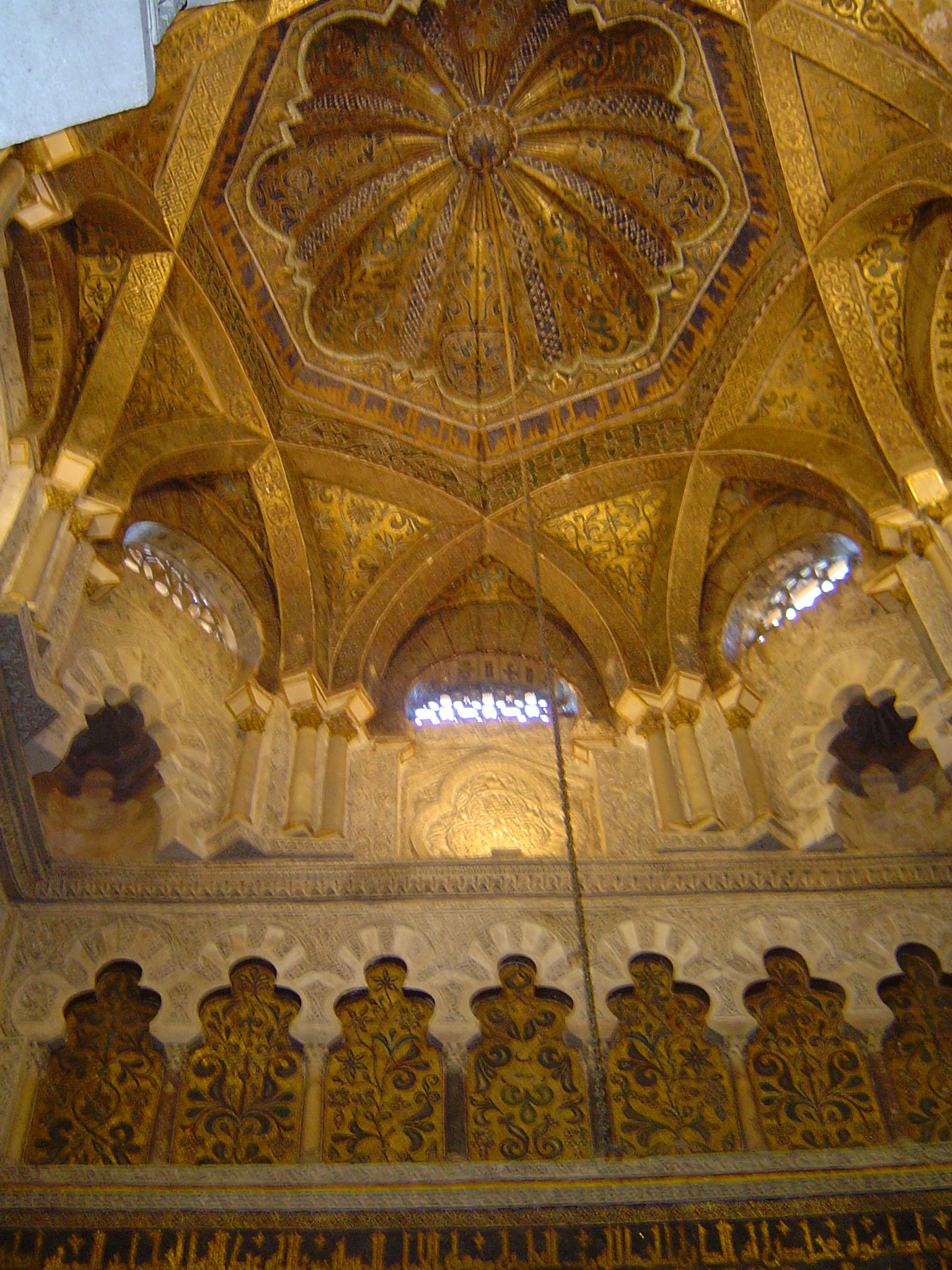
Coupole du mihrab de la Grande mosquée de Cordoue, décorée de remarquables mosaïques byzantines.

Le calife s'est consacré à la Grande mosquée de Cordoue, dont pendant le règne de son père il était déjà responsable du chantier. Il effectue la plus belle et la plus remarquable extension de cet édifice, qui contraste en magnificence par rapport aux autres parties de la mosquée : le style somptueux et très décoré de cet agrandissement est bien reconnaissable, il est aussi remarquable par l'importante influence byzantine qui le caractérise.
Il abat la paroi de la qibla en étendant la salle de prière vers le sud (en direction du fleuve Guadalquivir) en y ajoutant douze nouvelles travées. C'est lors de cet agrandissement que sont construits, sur le mur extérieur de la mosquée, l'essentiel des plus beaux portails que nous pouvons admirer aujourd'hui, ornés d'arcs outrepassés et finement décorés. À l'intérieur, les arcs et les colonnes de la partie centrale de la nouvelle partie de l'édifice sont beaucoup plus soignés et décorés que dans le reste de la mosquée. Des chapiteaux délicatement sculptés, d'un style dit « cordouan » dérivé des chapiteaux byzantins, font leur apparition (la majorité des chapiteaux sont cependant des réemplois parfois grossiers issus de monuments antiques et paléochrétiens, comme dans les autres parties de la mosquée). La nef centrale, qui mène au mihrab, est soutenue par des arcs polylobés et entrecroisés complexes ; ce sont les plus anciens arcs polylobés subsistants de nos jours. Au fond de la mosquée, sont construits une série de mansardes couvertes avec trois petites coupoles richement décorées, c'est une maqsura monumentale. La coupole située dans la nef centrale, devant le mihrab, est un chef-d’œuvre ; elle est constituée d'arcs entrecroisés qui supportent une petite coupole monolithique en marbre en forme de coquille, importée de Constantinople. Le nouveau mihrab est considéré comme le plus beau de tout le monde musulman, il est conçu comme une chambre polygonale sur le modèle des absides chrétiennes ibériques du Haut Moyen Âge, avec un « arc triomphal » qui en marque l'entrée. La coupole centrale et le mihrab sont décorés avec de belles mosaïques à motifs végétaux sur fond d'or d'une grande finesse, typiquement byzantines mais aniconiques, effectuées par des maîtres artisans byzantins envoyés avec tout le matériel par l'empereur Nicéphore II.
Le résultat est à la hauteur des vœux du souverain, le nouvel agrandissement est, à n'en pas douter, un des plus beaux reflets de l’apogée architectural et artistique atteint alors par les omeyyades d’Occident.

#### La ville de Cordoue
Il a doté Cordoue de nombreuses infrastructures et constructions publiques. Cordoue était la plus grande ville d'Europe[réf. souhaitée], par sa population autant que par son rayonnement scientifique, politique et culturel, depuis l'avènement de l'émirat ommeyade d'Al-Andalus. Elle était la première ville au monde dont les rues, pavées depuis l'époque romaine, étaient dotées de l'éclairage public nocturne et d’un système d’égouts. L’eau était distribuée par un réseau complexe et parfaitement organisé comme dans de nombreuses grandes villes anciennement fondées par les Romains. Un poète a pu chanter la beauté d’un chemin éclairé entre Madinat al-Zahra et Cordoue, qui, dans l’obscurité, écrit-il, il ressemblait à un collier de perles qui décorait les jardins et vergers des faubourgs de Cordoue.

#### Medina Al- Zahara
Al-Hakam II termina la construction de Madinat al-Zahra, avec le même style architectural et décoratif. Il s’installait dans sa ville palatine du printemps jusqu'à l'automne, et si parfois il le faisait en hiver, c’était pour présider des réceptions solennelles ou recevoir des ambassadeurs.
C'est dans les ateliers palatiaux de cette ville que fut réalisée en 968 la pyxide d'al-Mughira, destinée au frère cadet d'Al-Hakam, (conservée aujourd’hui au Musée du Louvre) portant les attributs du pouvoir (lions, aigles, griffons, scènes de trône et de chasse) et se référant à la volonté d'Abd al-Rahman III de le voir succéder à Al-Hakam, ce qui ne sera finalement pas le cas.

#### Fortifications et Alcazars
Le calife a rénové les Alcazars et construit des châteaux forts sur les différentes marches d’Al-Andalus face  aux royaumes chrétiens du nord et de l’est. C’est de son époque que date la construction du château de Baños de la Encina (Jaén).

### Économie

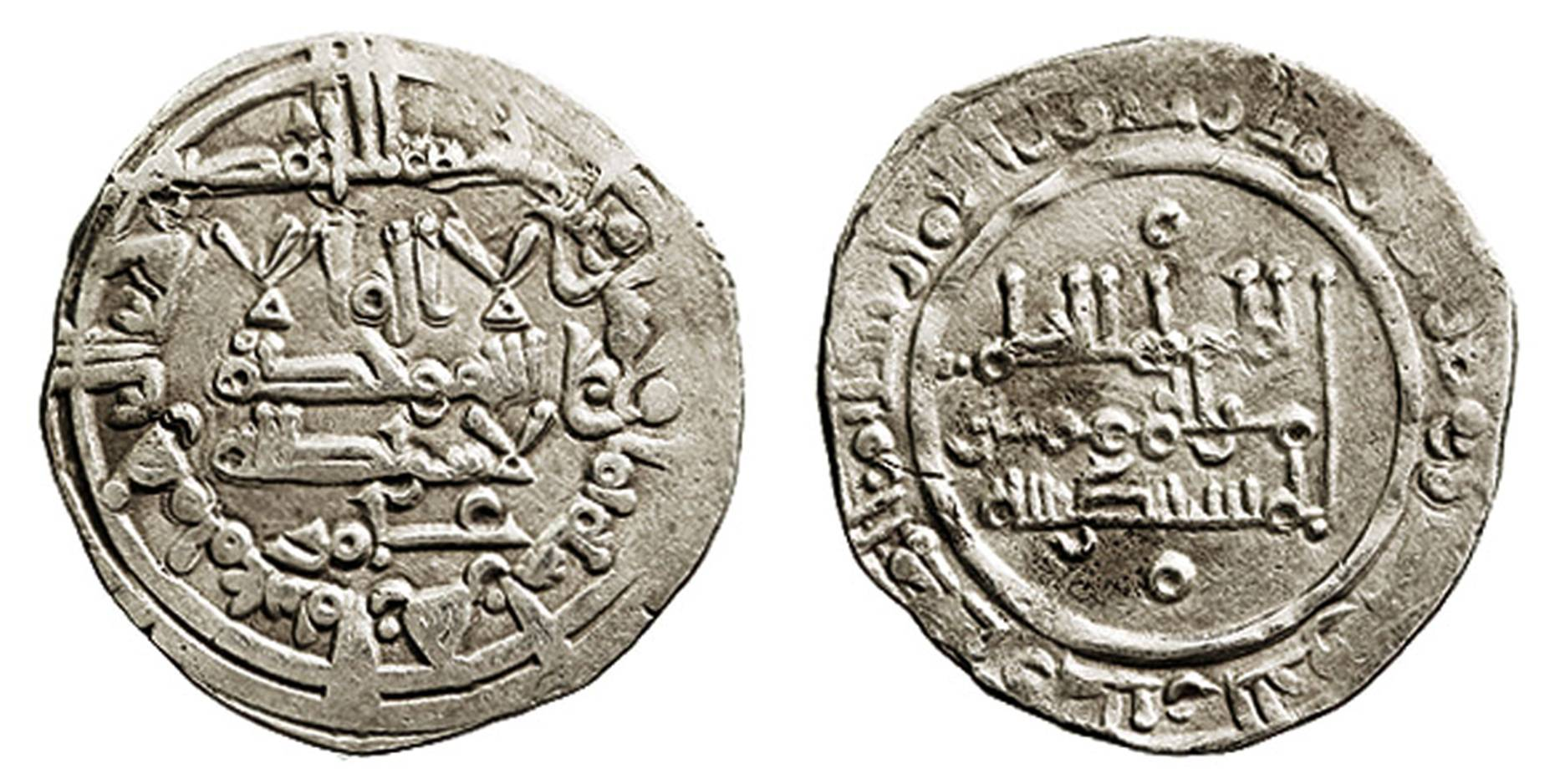
Pièce en argent du règne d'Al-Hakam II, frappée à Madinat al-Zahra.

#### Fiscalité
Les impôts légaux issus de la Zakat n'ont presque jamais suffi pour accomplir l'ambitieuse politique d'Al-Hakam II, mais l'économie était florissante grâce à la longue période de paix que le calife a su préserver et dont il a fait profiter ses sujets, ce qui a permis à l’État, avec des recettes supplémentaires et des comptes assainis, de mener à bien les nombreuses œuvres publiques du règne.

#### Agriculture
La vie économique proprement dite était basée sur l'agriculture et le bétail. La culture des céréales et des légumes a été particulièrement intense. Les excédents d’olives, de raisins et de figues ont été exportés vers l’Orient. On introduit le riz, le narjesse et l’orange et on construit des systèmes d'irrigation et des canaux. La surface cultivable atteint probablement son extension maximale dans la péninsule sous le califat d’Al-Hakam. On tire profit des forêts pour la construction des bateaux, spécialement dans les chantiers navals de Tortosa. Le bétail est entre les mains des berbères. A époque d'Abd al-Rahman II, on avait introduit les premiers chameaux en Espagne, élevés pour l'armée.

#### Commerce et industrie
Le dominion du Maroc et d’Algérie lui a fourni la protection des caravanes et du commerce avec les royaumes du Sudan en particulier celui du Ghana, lui garantissant un approvisionnement sécurisé en or, avec lequel il frappait sa monnaie.
Les techniques d'extraction minière ont peu évolué depuis l'époque romaine, et les métaux exploités étaient les mêmes que dans l'antiquité : or, argent et cuivre. L'industrie de type artisanal s'est centrée sur la manufacture d'objets de luxe.

### Culture
Le développement des sciences et des lettres à l’époque des Omeyyades de Cordoue est dû aux facilités que les califes accordèrent aux savants et érudits immigrant d’Orient. La diffusion de la culture andalouse à travers l'Europe fut assurée grâce aux voyages continus des moines mozarabes de l'Espagne chrétienne, de la Marche hispanique jusqu'en Lorraine.
En 961, le savant mozarabe Recemund dédie au calife Al-Hakam II un ouvrage intitulé Le Calendrier de Cordoue ; rédigé en latin et en arabe, il s'agit d'un calendrier profane qui donne des indications « astronomiques » sur les saisons, les signes du zodiaque, les durées du jour et de la nuit et autres indications sur la lune et le soleil.
La médecine resta entre les mains des Mozarabes jusqu'au milieu du IXe siècle. À cette époque sont arrivés des praticiens d'orient qui remplacèrent les chrétiens, et un siècle plus tard, la traduction orientale du Dioscoride s'adapte à la terminologie botanique d'al-Andalus, grâce à la collaboration du médecin juif Hasdaï ibn Shaprut, du moine byzantin Nicolás, du sicilien Abou Abdallah es-Siqili et du médecin musulman Ibn Yulyul. À l’époque d’Al-Hakam II, 27 écoles publiques ont été fondées où les savants assuraient une instruction publique gratuite aux pauvres et orphelins en échange de salaires attrayants. On décréta l'enseignement obligatoire pour tous les enfants.
L'université de Cordoue attirait des savants de tous les coins du monde. Al-Hakam II créa une bibliothèque, symbole de cette culture andalouse, pluraliste, tolérante et universaliste, avec plus de 400 000 volumes, qui comprenaient toutes les branches du savoir. On y trouvait en annexe un atelier de greffe avec des copistes, miniaturistes et des relieurs, et on connaît les noms des deux copistes les plus importants : Lubna, la secrétaire d'Al-Hakam II, et Fatima. Selon des chroniqueurs, dans un seul faubourg de la ville, il pouvait y avoir quelque cent soixante-dix femmes se consacrant à la copie des livres, ce qui donne une idée du niveau culturel à laquelle sont arrivées certaines femmes andalouses à cette époque. Existaient aussi des agents pour chercher et acheter des livres au Caire, à Bagdad, à Damas et à Alexandrie. Le calife subventionnait non seulement les auteurs et les étudiants d'Al-Andalus, mais ceux d’autres pays : quand il sut qu'Abu al-Faraj al-Isfahani avait commencé son recueil anthologique de poésie et chansons arabes Kitab al-Aghani ("Livre des chansons"), il lui envoya mille pièces d'or pour en avoir une copie. L'Isfahani lui envoya un exemplaire spécial, avec la généalogie des Omeyyades, car Al-Hakam II, qui a lu et annoté beaucoup des milliers de livres de sa bibliothèque, était un généalogiste renommé, le plus important qu'il y eut dans cette discipline, et qui fait encore aujourd'hui autorité en la matière. Il se passa des siècles avant qu'une bibliothèque semblable à la sienne voie le jour en Espagne. Il était écrivain, mécène et protecteur des philosophes et des poètes, même ceux les plus polémiques, et il généralisa l'enseignement en ouvrant vingt-sept écoles gratuites.

## Succession
Ce calife intelligent, érudit, sensible et extrêmement pieux, commet l'erreur de ne pas nommer un successeur formé et efficace.
Sentant peut-être l'approche de sa mort à la suite de l'attaque cérébrale qu'il subit en 975, le rendant hémiplégique, il se dépêche de nommer son fils Hicham comme successeur. À sa mort le 1er octobre 976, ce dernier, alors mineur, est transformé en marionnette utilisée par Almanzor et ses partisans, et, dans un premier temps, par le vizir Al-Mushafî qui fait assassiner le frère cadet d'Al-Hakam, Al-Mughira, avant d'être lui-même écarté.

## Dans la culture

### Littérature
- Dans le roman graphique La Bibliomule de Cordoue, de Lupano et Chemineau, publiée en 2021, le calife est un des personnages que l'on aperçoit dans les flashbacks du personnage principale. L'intrigue du roman graphique tourne autour de la destruction de la bibliothèque de Cordoue par Al-Mushafî après la mort du calife.